# Periodo Nara
Il periodo Nara (奈良時代?, Nara-jidai) è un'epoca della storia del Giappone che va dal 710, anno in cui l'Imperatrice Genmei spostò la capitale a Heijō (odierna Nara), al 784, quando l'Imperatore Kammu la spostò nuovamente a Nagaoka prima di Heian (odierna Kyōto), nel 794. In realtà durante questo periodo la capitale non fu sempre Nara: tra il 740 e il 745 infatti la capitale fu spostata per un breve periodo per volontà dell'Imperatore Shōmu.
La capitale Nara venne modellata ad imitazione della capitale cinese Chang'an (長安S), corrispondente all'odierna Xi'an (西安S); in questo periodo, infatti, le classi aristocratiche del Paese imitavano gli usi e i costumi cinesi, e molti nobili adottarono il buddhismo, mentre la popolazione, prevalentemente rurale, rimaneva per lo più shintoista. A questo periodo risale l'importazione del sistema di scrittura cinese: i kanji, i primi caratteri di scrittura giapponese, furono modellati sulla base degli hanzi cinesi.